# Washington County, Pennsylvania
Washington County är ett county i sydvästra delen av delstaten Pennsylvania i USA. Countyt hör till Pittsburghs storstadsområde. Både countyt och administrativa orten Washington har fått sina namn efter George Washington.

## Politik
Washington County har under 2000-talet tenderat att rösta på republikanerna i politiska val.
Republikanernas kandidat har vunnit rösterna i countyt i samtliga presidentval sedan valet 2008. I valet 2016 vann republikanernas kandidat med 60 procent av rösterna mot 35,5 för demokraternas kandidat.

## Geografi
Enligt United States Census Bureau har countyt en total area på 2 230 km². 2 220 km² av den arean är land och 10 km² är vatten.

### Angränsande countyn
- Beaver County - nord
- Allegheny County - nordost
- Westmoreland County - öst
- Fayette County - sydost
- Greene County - syd
- Marshall County, West Virginia - sydväst
- Ohio County, West Virginia - väst
- Brooke County, West Virginia - väst
- Hancock County, West Virginia - nordväst

### Orter
- Allenport
- Beallsville
- Bentleyville
- Burgettstown
- California
- Canonsburg
- Centerville
- Charleroi
- Claysville
- Coal Center
- Cokeburg
- Deemston
- Donora
- Dunlevy
- East Washington
- Elco
- Ellsworth
- Finleyville
- Green Hills
- Houston
- Long Branch
- Marianna
- McDonald (delvis i Allegheny County)
- Midway
- Monongahela
- New Eagle
- North Charleroi
- Roscoe
- Speers
- Stockdale
- Twilight
- Washington (huvudort)
- West Brownsville
- West Middletown